# Виолета, Хосе Луис
Хосе Луи́с Виоле́та Лахусти́сия (исп. José Luis Violeta Lajusticia; 25 февраля 1941, Сарагоса, Арагон — 5 мая 2022, Сарагоса, Арагон) — испанский футболист, играл на позиции полузащитника.

## Биография

### Игровая карьера
Всю футбольную карьеру Виолета играл за «Реал Сарагоса», в составе которой также был капитаном. С «Сарагосой» Виолета добился главных успехов в своей карьере, выиграл два Кубка Генералиссимуса в 1964 и 1966 годах, а также Кубок ярмарок в 1964 году. Во всех турнирах Виолета сыграл 473 матча за «Сарагосу», что является рекордным результатом в истории клуба. Он делит первое место с Хави Агуадо, сыгравшим столько же матчей.
За сборную Испании сыграл 14 матчей, в которых забил 1 гол.

### Смерть
Скончался 5 мая 2021 года в Сарагосе в возрасте 81 года.

## Достижения
«Реал Сарагоса»
- Обладатель Кубка Генералиссимуса (2) : 1963/64, 1965/66
- Обладатель Кубка ярмарок (1) : 1963/64